# Hunolstein (Adelsgeschlecht)

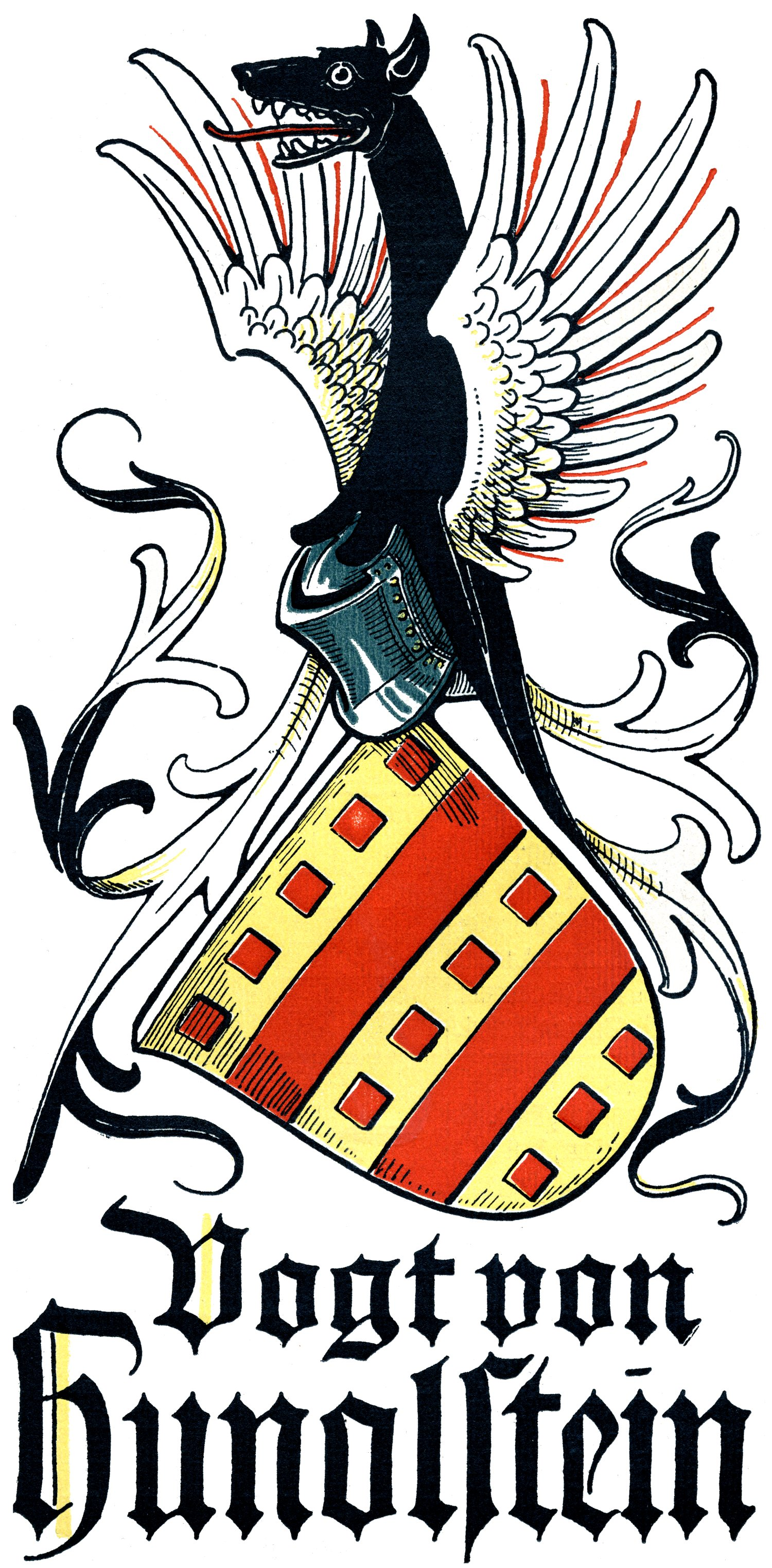
Wappen derer von Hunolstein von Otto Hupp im Münchener Kalender von 1925

Die Herren von Hunolstein waren ein Rittergeschlecht mit Wohnsitz auf der Burg Hunolstein, im gleichnamigen Ortsteil der Gemeinde Morbach im Hunsrück (Rheinland-Pfalz).

## Geschichte

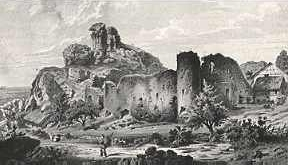
Ruine Hunolstein um 1866

Die Hunolsteiner als Teilnehmer im Romzug König Heinrichs VII.

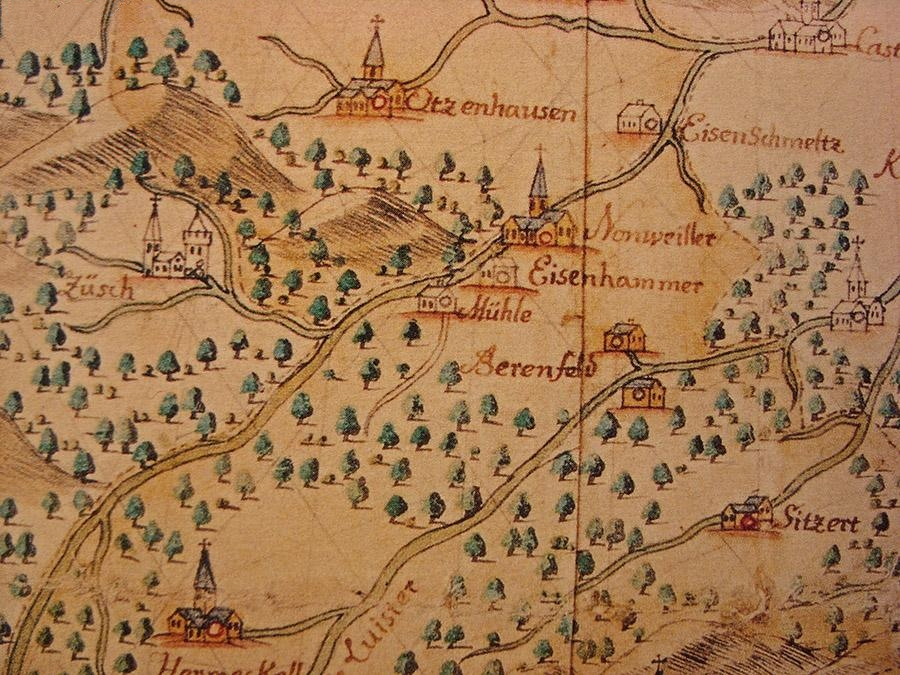
Gebiet um die Herrschaften Züsch und Eberswald, Kartenausschnitt, Mercator 1566.

Erste Erwähnung des Geschlechts erfolgte mit Hugo von Hunolstein, welcher nachweisbar ist in einer Urkunde des Jahres 1192 als „advocatus de hunolstein“, was heißt, Vogt von Hunolstein. Vogt Hugo wurde 1197 als Bruder des Trierer Ministerialen Gerhard von Schwarzenberg vermerkt, wodurch für die Hunolsteiner eine gemeinsame Herkunft mit denen von Schwarzenberg bei Wadern und denen von Hagen (aus Hahn bei Lebach) vermutet wird; die Ähnlichkeit der Wappen spricht zugleich dafür.
Der Stammsitz dieses Geschlechts war die heute zerstörte Burg Hunolstein, über dem Dhrontal in der Nähe von Morbach (Hunsrück). Burg Hunolstein wurde 1190 von Graf Follmar II. von Blieskastel errichtet, er setzte auf der Burganlage die von Hunolstein als Vögte ein. Diese Funktionsbezeichnung wurde Bestandteil ihres Namens. Als Vögte hatten die Hunolsteiner die Verpflichtung: die Bewohner der Vogtei zu schützen und das Gebiet zu verwalten. 1237 mit dem Tod von Graf Heinrich von Blieskastel kam der Besitz an die Grafen von Salm, die dann wiederum die Vögte von Hunolstein damit belehnten. Mitte des 13. Jh. spaltete sich das Geschlecht in zwei Hauptstämme die ältere und die jüngere Linie. Die ältere Linie gründete Nikolaus Vogt von Hunolstein. 1280 wurde Hunolstein trierisches Lehen. 1296 verkaufte Johann Graf von Salm die Burg Hunolstein, ohne die Rechte der Trierer Oberlehnsherrn zu berücksichtigen, an Nicolaus (II.) Vogt von Hunolstein. Dies führte über lange Jahre zu Spannungen und Auseinandersetzungen. Die Vögte von Hunolstein nannten sich nun auch Herrn zu Hunolstein. Es gelang ihnen in der Folgezeit sich ein erbliches Lehnsrecht zu sichern. Als diese ältere, dynastische Linie der Vögte von Hunoldstein 1488 ausstarb, wurde ihr Besitz von den Trierer Erzbischöfen als heim gefallenes Lehen betrachtet und eingezogen.
Im Codex Balduineus erscheint das Hunolsteiner Wappen, und die Herren von Hunolstein sind dort gleichermaßen erwähnt als Teilnehmer des Romzuges von König Heinrich VII. Sie beerbten um 1400 die Ritter von Merxheim und besaßen danach den größten Teil der Herrschaft Merxheim.
Adam III. (* 1505; † 26. Juli 1540) war mit Maria Hilchen († 1561) von Lorch (Rheingau) der einzigen Tochter des berühmten Ritters und kaiserlichen Feldmarschalls Johann (III) Hilchen von Lorch (* 1484; † 1548) verheiratet. Da dieser keine männlichen Nachkommen hatte, kamen dessen Güter u. a. das Lorcher Hilchenhaus nach seinem Tode an seine, zu diesem Zeitpunkt, bereits verwitwete Tochter und somit an ihren Sohn Johann IV. von Hunolstein († 1579).

Marias Mutter Dorothea (* 1492; † 1512) war eine Tochter des wohlhabenden Ritters Melchior von Rüdesheim. Die von Rüdesheim hatten u. a. die Geschlechter von Wachenheim / Pfrimm und von Reipolzkirchen zum Teil beerbt. Da Melchior nur zwei Töchter hatte teilten sich nach seinem Tod seine Tochter Barbara von der Leyen (geb. von Rüdesheim) und seine Enkeltochter Maria dessen Erbe, welches ebenfalls an Johann IV. von Hunolstein fiel.
Durch seine Heirat mit Elisabeth von Hagen, Enkelin des letzten Junkers Mohr von Sötern, erhielt das Geschlecht auch den Besitz der Burg Sötern und der Herrschaft Eberswald. Johann IV. erbaute auch 1578 eine evangelische Kirche. Die Herren von Hunolstein verfügten zudem über Rechte in den Dörfern Bosen, Berg Licht und Gräfenthron, und waren Gemeinsherren, mit der Hinteren Grafschaft Sponheim, von zwei Drittel der Herrschaft Züsch.

## Wappen
In Gold (Gelb) bei der älteren Linie bzw. in Silber (Weiß) bei der jüngeren Linie mit zwei roten Balken zwischen 5, 4 und 3 reihenweise gelegten viereckigen Steinen. Diese Symbolik ist heute Teil des Wappens von Morbach und Oberwörresbach.
Die ältere Linie führte als Helmzier einen schwarzen Rüdenrumpf (Wolfsrumpf mit Halsband) zwischen einem silbernen oder einem schwarzen Flug, die Decken sind schwarz-silbern oder rot-golden. Die Helmzier der jüngeren Linie zeigt auf einem gekrönten Helm einen barhäuptigen Mohrenrumpf bzw. Hunnenrumpf, mit silbern-roten Decken.

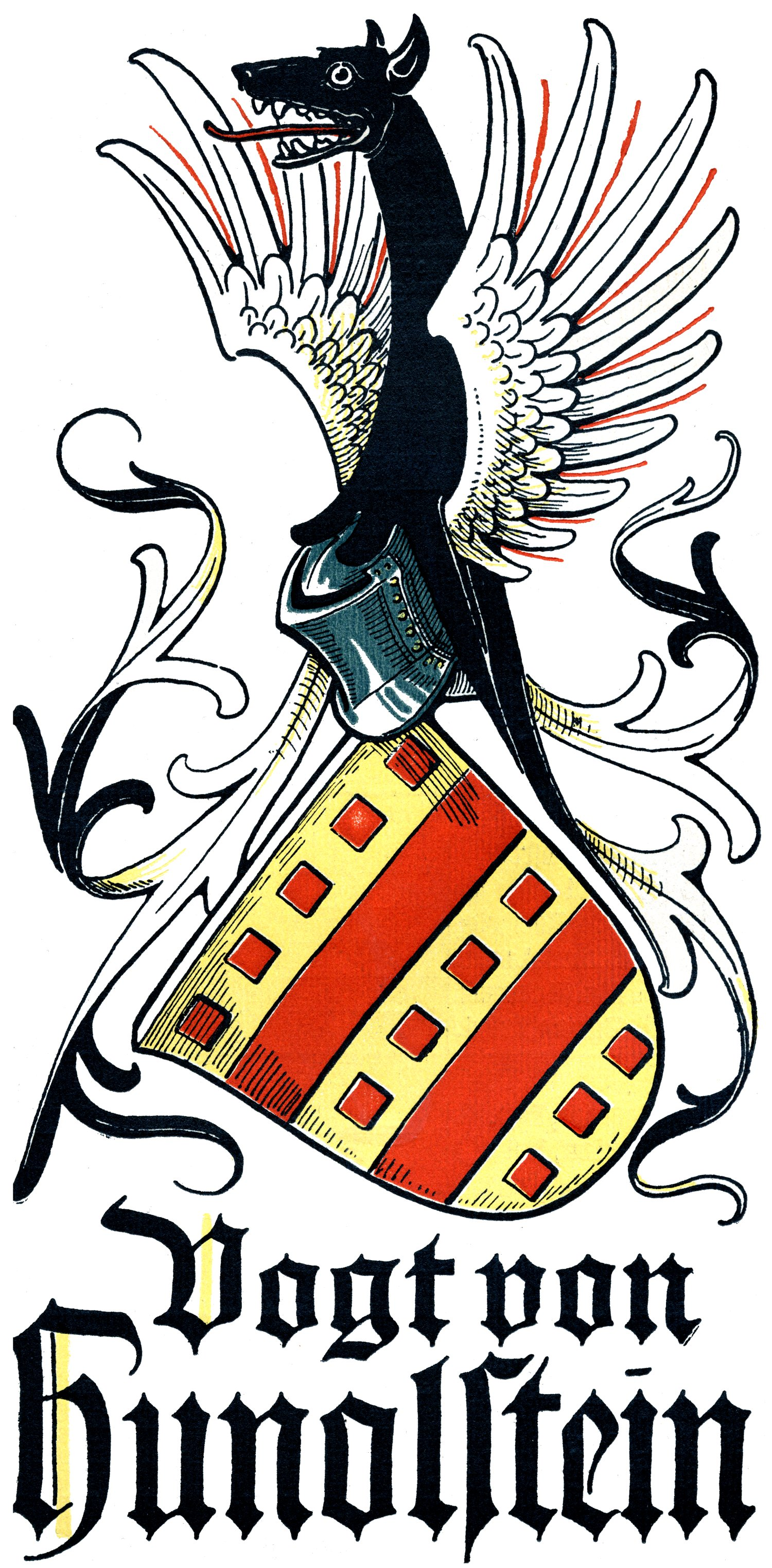
Wappen der älteren Linie
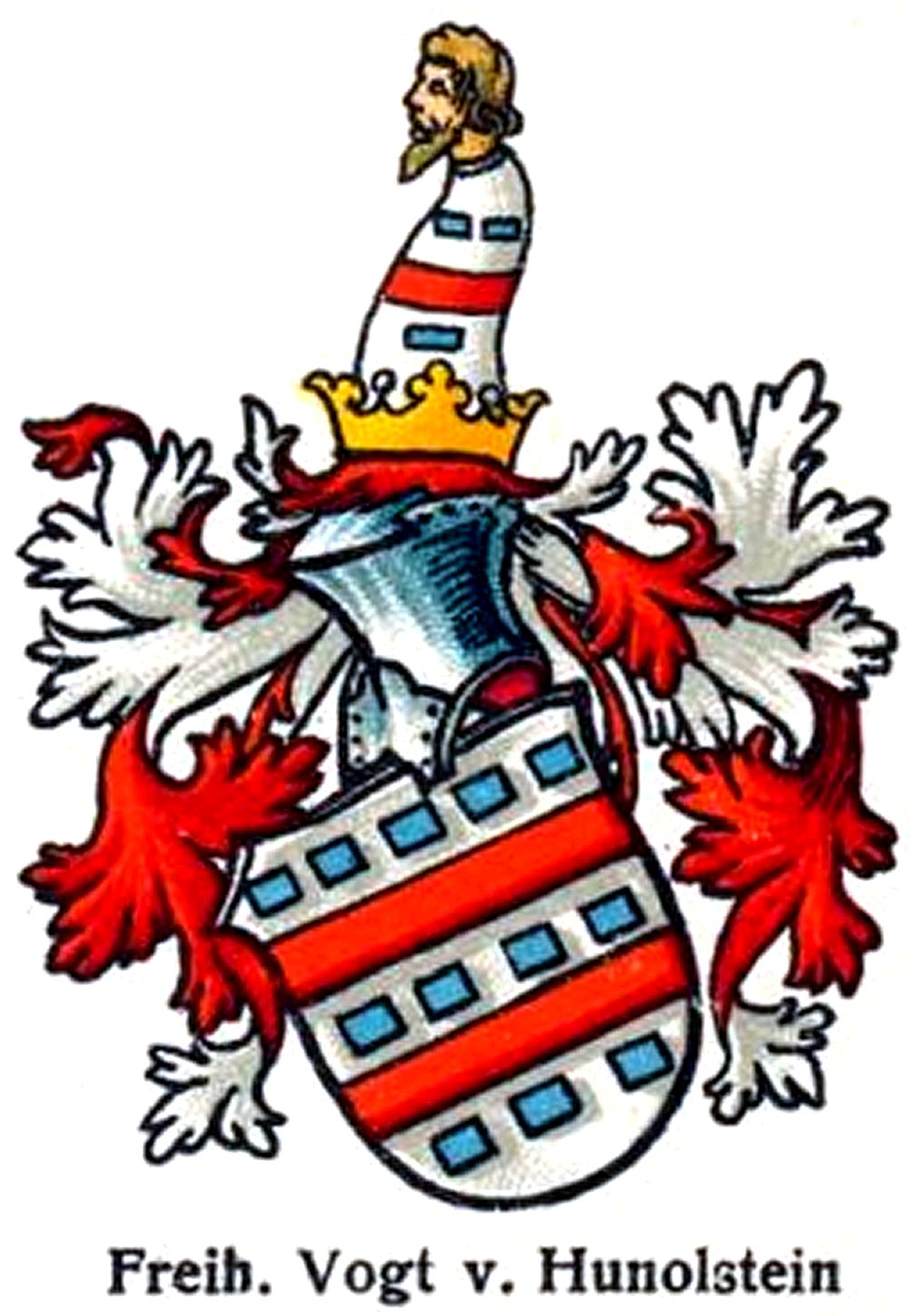
Wappen der jüngeren Linie
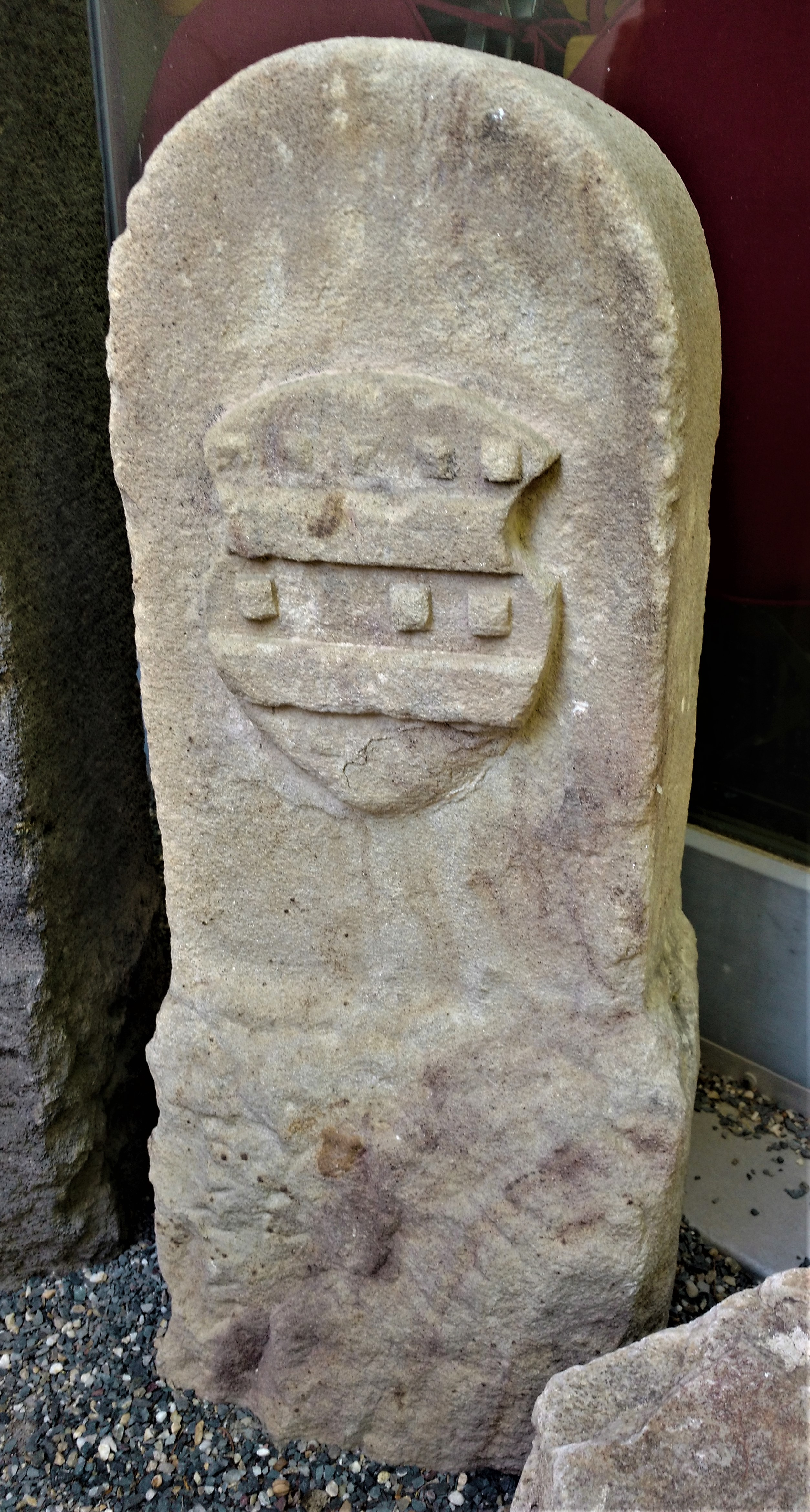
Güterstein (Grenzstein eines Gutes) aus Lorch mit Wappen der Vögte v. Hunolstein, die von 1548 bis zum Aussterben der Linie Sötern, 1716, hier reich begütert waren.
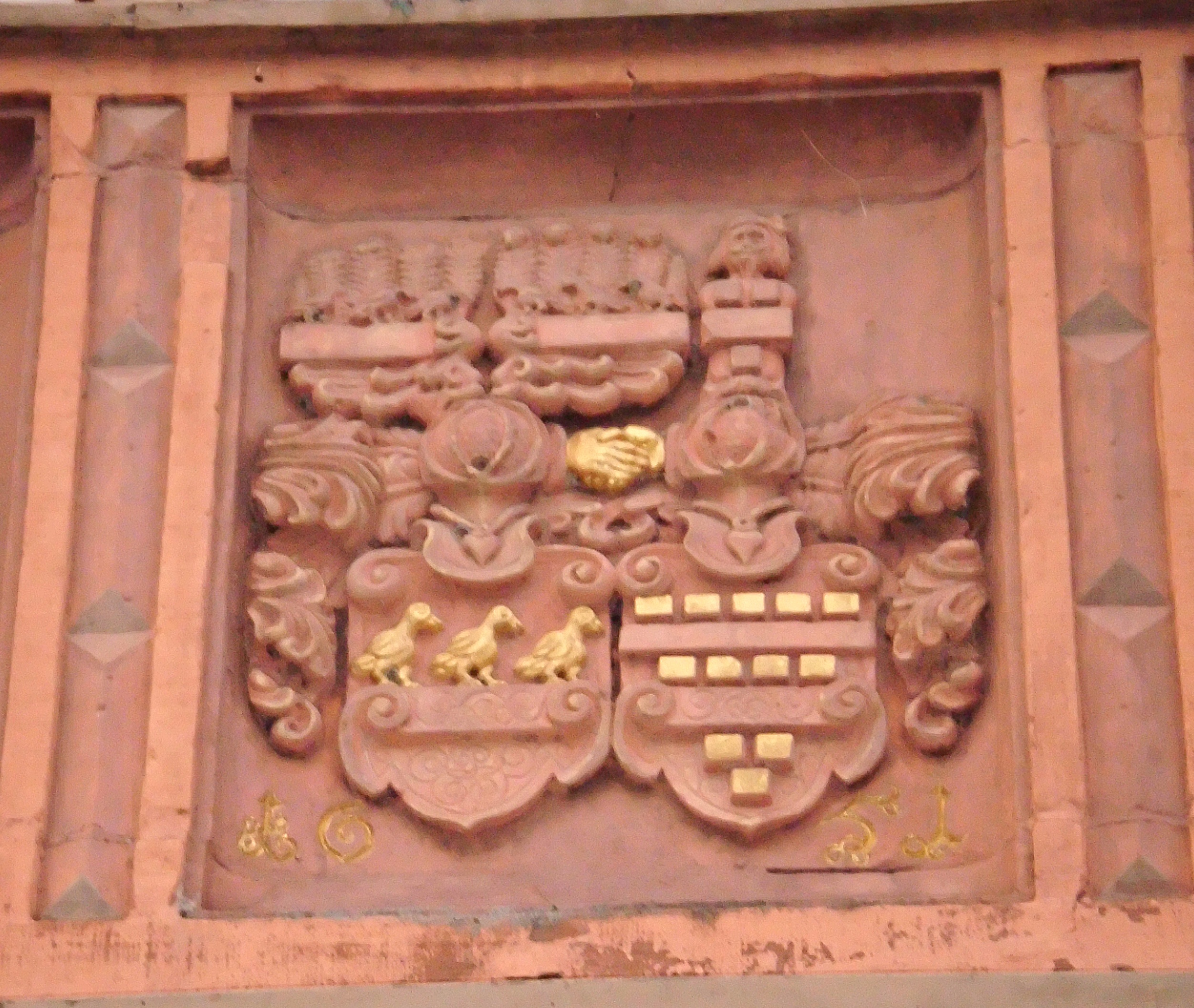
Schloss Monsheim, Allianzwappen Herren von Wachenheim und Vogt von Hunolstein, 1651

## Genealogie

### Vögte und Herren von Hunolstein (ältere Linie)
- Hugo († um 1222)
- Nikolaus I. († um 1247)
- Nikolaus II. (* um 1235; † um 1308)
- Johannes († 1328)
- Nikolaus IV. (* um 1324; † 1381)
- Nikolaus V. (* um 1358; † um 1416)
- Nikolaus VI. (* um 1397; † um 1455)
- Heinrich (* um 1435; † 1486), Vogt von Hunolstein-Neumagen[7]
- Elisabeth (* um 1476; † um 1536) ⚭ Graf Salentin VII. von Isenburg-Grenzau

### Vögte und Herren von Hunolstein (jüngere Linie)
- (...)
  - Adam II. (* 1480; † 1520) ⚭ Elisabeth von Ratsamhausen
    - Adam III. (* 1505; † 26. Juli 1540, wurde scheinbar auf Schloss Oberhomburg vergiftet[8]) ⚭ (1529) Maria Hilchen von Lorch (* um 1508; † 5. Oktober 1561 Merxheim)[9]
      - Johann IV. (* 1532; † 1579), Herr von Hunolstein-Sötern ⚭ Elisabeth von Hagen († 1602) zur Motten.[10]

Als Johann IV. starb, waren seine drei Söhne, Hans Schweickard, Wilhelm, und Johann Adam, noch minderjährig nach einer 1588 vollzogenen Erbteilung gründete Hans Schweikardt die merksheimische Linie, Wilhelm die dürcastelische Linie, und der jüngste Sohn Johann Adam 1602 die söterische Linie. Das Erbe wurde folgendermaßen aufgeteilt:
Hans Schweickard, als ältester Sohn, durfte sich sein Drittel frei aussuchen. Er wählte Merxheim und Züsch mit den dazugehörigen Gütern und Renten. Wilhelm fiel per Losendscheid das halbe Schloss Dürcastel in Lothringen zu sowie die Anteile an Vinstingen und Hinsingen, die Herrschaft Hüttersdorf, sowie die Güter und Renten an der Mosel. Johann Adam erhielt sowohl das Haus zu Lorch und das halbe Schloss Villingen (Felin) in Lothringen mit allen Gütern und Renten.
Ungeteilt blieb das Wittum der Mutter dazu gehörte u. a. das Haus Steinkallenfels sowie aus der Herrschaft Merxheim Zubehör und Renten. Es wurde vertraglich vereinbart, dass die Erbteile nur im jeweiligen Mannesstamm vererbt werden und bei erlöschen desselben an die anderen Linien zurückfällt, während die noch vorhandenen Verbindlichkeiten und das nicht geteilte Vermögen gemeinsam verwaltet werden soll. Nach dem Tod der Mutter 1602 wurde das Wittum unter den Brüdern geteilt. Der jüngste Johann Adam erhielt dabei das Haus Sötern das von nun an seiner gegründeten Linie den Namen gab.

### Die merxheimische Linie von Hunolstein
- Hans (Johann) Schweikardt († 1626) ⚭ Barbara von Warsberg
  - Hans Georg Nikolaus († 1640) ⚭ Anna Maria Tarthenheim
    - Georg Wilhelm ⚭ ?
      - Johann Georg (* 1675; † 1706 Merxheim) ⚭ Sophie Maria von Holzhausen
        - Georg Ernst (* 1797; † 1724) gründete die Herrschaft Merxheim-Niederwiesen da dieser 27-jährig ohne Nachkommen verstarb, übernahm sein jüngerer Bruder, Johann Friedrich, das Erbe. Mit ihm begann die Nebenlinie Merxheim-Niederwiesen[11]
        - Philipp Friedrich gründete die Nebenlinie Merxheim-Merxheim

#### Nebenlinie Hunolstein Merxheim-Niederwiesen
- Johann Friedrich ⚭ Maria Felicitas von Steinkallenfels
  - Karl Philipp (* 1732; † 1816) ⚭ Henriette Susanna von Laroche-Starkenfels
    - Friedrich Christian Karl Ernst Philipp (* 22. April 1760 Nieder-Wiesen; † 1808 Nack),[12] fürstlicher nassau-, saarbrückischer Hofmarschall ⚭ Maria Magdalena von Fürstenrecht
      - Karl Daniel Leonhard (* 23. Januar 1788 in Saarbrücken; † 14. Januar 1867 in Fraulautern b. Saarlouis) Förster in Merzig ⚭ Susanne Friederike Luise Fresenius

#### Nebenlinie Hunolstein Merxheim-Merxheim
- Philipp Friedrich (* 1700; † 1737) ⚭ Friederike von Gruso
  - Friedrich Christian Karl (* 1726; † 1786), königlich französischer Obrist, ⚭ Karoline Louise Sophie von Bettendorff (* 1730; † 1796)
    - Christian Philipp Friedrich genannt Steinkallenfels (* 1753; † 1832), königlich württembergischer Oberst-Jägermeister, ⚭ I. 1778 Maria Christina Louise verwitwete Rheingräfin von Salm-Grumbach geb. Gräfin Firnhaber zu Eberstein (* 1759; † 1799), ⚭ II. 1792 Johanna Freiin von Ströhla verwitwete Pflugk
      - Karl Alexander August (* 1802), badischer Oberamtmann in Kork bei Kehl, ⚭ Johanna Walter

### Die dürkastellische Linie von Hunolstein
- Wilhelm (* 1565; † 1607) ⚭ 1589 Anna Maria von Landsberg
  - Johann Wilhelm (* 1599; † 1664), kurbayrischer und kaiserlicher Generalfeldzeugmeister, ab 1657 Kommandant in Schlesien ⚭ Maria Elisabeth von Steinkallenfels (ca. * 1605; † 1669)
    - Franz Felix Karl (* 1637; † 1675) ⚭ Maria Elisabeth Walburga von Hatzfeld (* 1646; † 1706)
      - Franz Hermann Anton Leopold (* 1667; † 1748) ⚭ Johanna Barbara Charlotte v.u.z. von Eltz-Oettingen (* 1678; † 1746)
        - Philipp Charles (* 1719; † 1790) wurde 1777 in den Grafenstand erhoben unter dem Namen d`Hunolstein Comte d`Ottange Seigneur de Fontoy ⚭ Marie Therese de Gaude, Comtesse de Martainville († 1807)
          - Philipp Antoine (* 1751; † 1831) Maréchal de camp dann Lt.-Gal. der Armee des Königs, Ritter des Ordens von St. Louis ⚭ Charlotte Gabrielle Elisabeth Aglae de Puget de Barbentane
            - Felix Philippe Charles (* 1778; † 1838) wurde 1817 vom König Ludwig XVIII. zum Pair von Frankreich ernannt ⚭ Marie Claire Antoinette de Bourdeville († 1814)
              - Ludwig Maria Paul Comte Vogt v.Hunolstein  (* 1804; † 1892) ⚭ 1. Ehe: Anne de Bouchet de Sourches de Tourzel ⚭ 2. Ehe: Claire de Bassompierre
                - (aus 1. Ehe) Felix Johann Anton (* 1832; † 1906) ⚭ Marie Anne Josephe de Montmorency-Luxembourg (* 1838; † 1900)
                  - Edouard Marie Felix Comte d'Hunolstein (* 29. Januar 1861; † 24. April 1953) ⚭ Armande Félicité Josephine Marie Nelly de Lévis-Mirepoix (* 18. März 1873; † 2. Januar 1951)
                    - Henri d`Hunolstein[13][14][15]

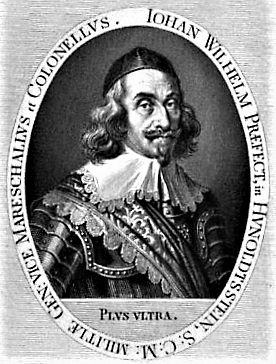
Generalfeldzeugmeister und Kommandant Joh. Wilhelm v. Hunolstein (* 1599; † 1664) / dürkastellische Linie
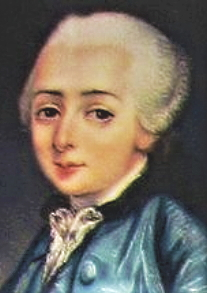
Philippe Antoine Vogt d'Hunolstein (* 1750; † 1831) / dürkastellische Linie
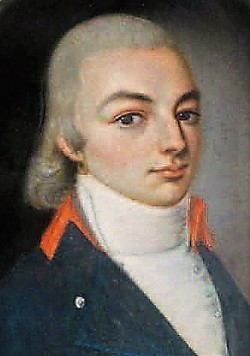
Pair Felix Philippe Charles d'Hunolstein (* 1778; † 1838) / dürkastellische Linie

### Die söterische Linie von Hunolstein
- Johann Adam († 1636) ⚭ Barbara Felicitas von Dürckheim
  - Otto Philipp Christoph Vogt v. Hunolstein Herr zu Züsch u. Sötern († 1681) (er brachte Züsch vom Hause Merxheim an sich) ⚭ Sophie Barbara von Degenfeld
    - Ernst Ludwig († 3. September 1716)[16] ⚭ Marie Sibille von Gemmingen
    - Magdalena Catharina von Hunolstein (Schwester des Ernst Ludwig) ⚭ Wolf Friedrich Eckbrecht von Dürckheim
      - Wolf Philipp Heinrich Eckbrecht von Dürckheim (diesen, seinen einzigen Neffen, setzte Ernst Ludwig, in seinem Testament, zunächst als Erbe ein, da dieser bereits, 1712, vorzeitig verstarb bestimmte er dessen drei minderjährigen Söhne als Universalerben.)
        - Christian Friedrich, Ernst Ludwig und Philipp Ludwig Eckbrecht von Dürckheim (Die Erben des Ernst Ludwig von Hunolstein)

Ernst Ludwigs Ehe blieb kinderlos. Er vermachte, die Herrschaft Sötern, an die drei Enkel seiner Schwester, die Brüder Christian Friedrich, Ernst Ludwig und Philipp Ludwig Eckbrecht von Dürckheim. Das entsprach aber nicht den vertraglichen Vereinbarungen, die man bei der Erbteilung von 1588 getroffen hatte. Beim Erlöschen einer Linie im Mannesstamm sollte nämlich der Besitz an die anderen Linien von Hunolstein zurückfallen. Die Folge war ein fast 75-jähriger Rechtsstreit zwischen den Freiherrn von Dürckheim und den Hunolsteinern, die sich als rechtmäßige Erben sahen.

 Das Reichskammergericht zu Wezlar hatte 1792 zwar den Klägern recht gegeben, doch die Umsetzung des Urteils war durch die Französische Revolution (1793) letztendlich verhindert worden.

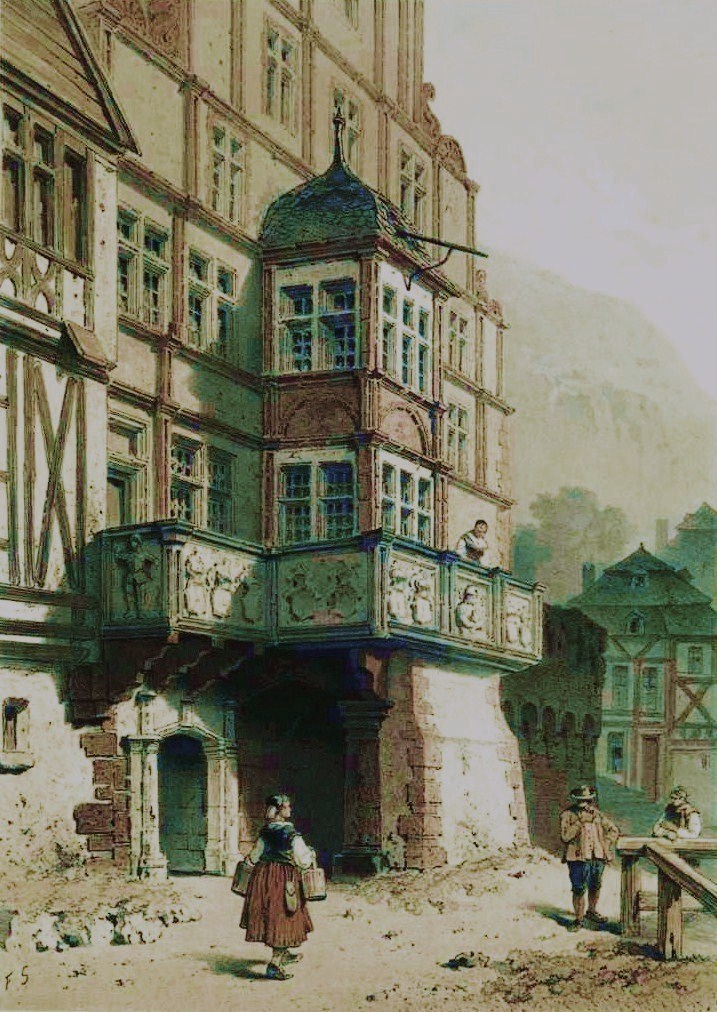
Das „Haus zu Lorch“ 1546 durch Johann Hilchen von Lorch erbaut wegen seines Todes von dessen Enkel Johann IV. v. Hunolstein 1573 vollendet. Bis zum Erlöschen der söterische Linie 1716 in hunolsteinschen Besitz.
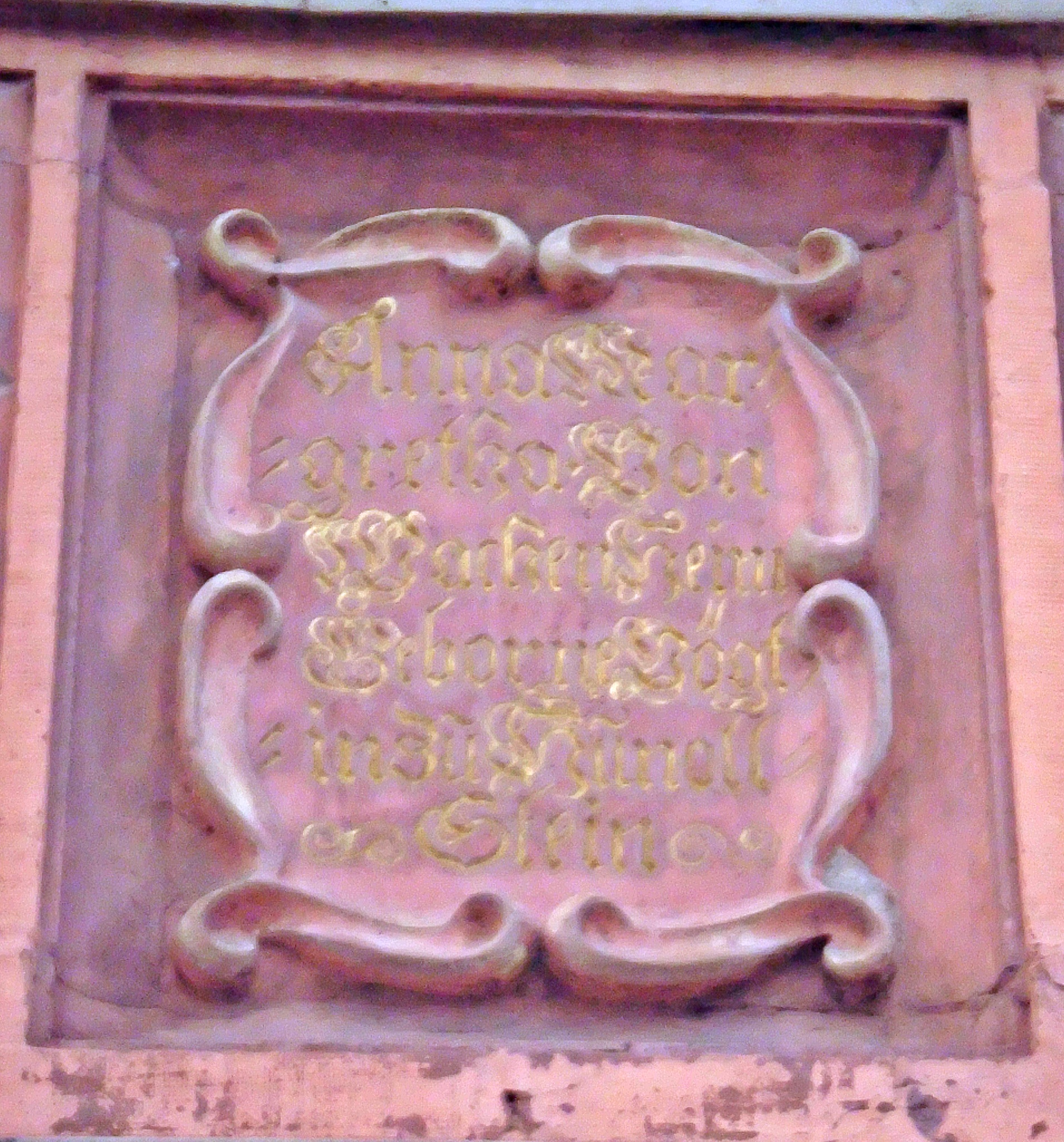
Schloss Monsheim, Inschriftkartusche „Anna Margareta von Wachenheim geborene Vögtin zu Hunollstein“; Gattin des Generals Otto Ludwig von Wachenheim († 1660), Tochter des Johann Adam v. H. dem Gründer der söterische Linie
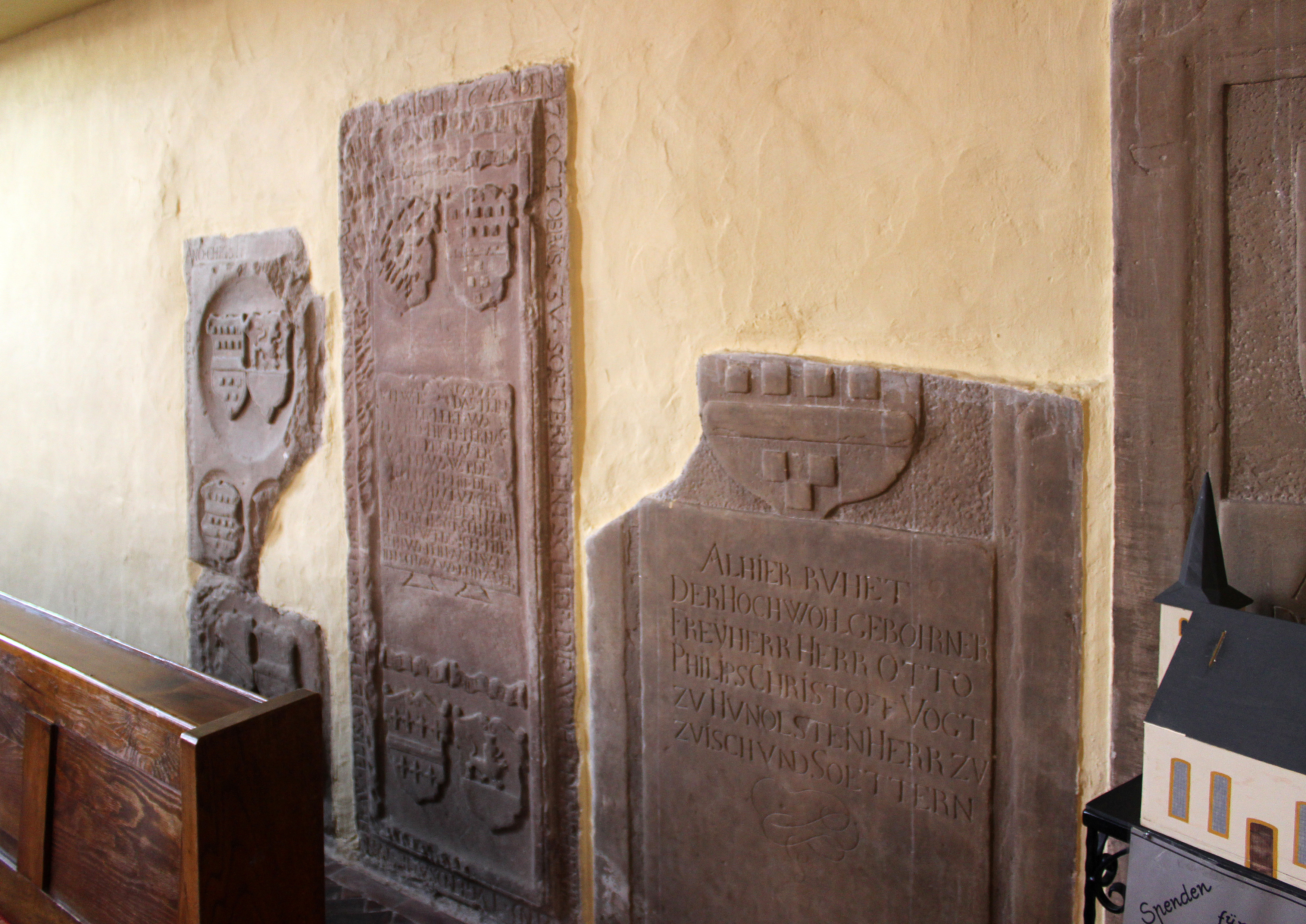
Epitaphien der söterische Linie v. Hunolstein in der evangelischen Kirche von Sötern